# Super Tintin
 (mai 2008).
Si vous disposez d'ouvrages ou d'articles de référence ou si vous connaissez des sites web de qualité traitant du thème abordé ici, merci de compléter l'article en donnant les références utiles à sa vérifiabilité et en les liant à la section « Notes et références ».
Les Super Tintin sont des recueils de bandes dessinées spécialisées par type (aventure, heroic fantasy, nanas, cascadeurs, etc.), issues du journal Tintin.

## Explications historiques
À la manière du journal de Spirou, le journal Tintin se sert de son nom pour vendre et promouvoir de nouveaux auteurs. De très nombreuses séries et auteurs ont fait leurs débuts dans ce journal.
En plus de ses publications d'histoires sous forme de bandes dessinées, celui-ci a eu l'idée de publier, en plusieurs recueils hors-série appelés Super Tintin, différentes aventures de ses héros.
Cette publication prend la suite des Tintin Sélection publiés de 1968 à 1978, et paraît dans un format plus grand et thématique de 1978 à 1987.
Il s'agit d'albums hors-série contenant des aventures, soit tirées d'albums préexistants, soit en avant-premières jamais encore publiées.

## 37 numéros
Entre 1978 et 1987, le journal de Tintin publiera les 37 recueils Super Tintin suivants.
| N° | Titre                   | N° | Titre           | N° | Titre                                    | N° | Titre       |
| -- | ----------------------- | -- | --------------- | -- | ---------------------------------------- | -- | ----------- |
| 1  | Spécial Policier        | 11 | Magie           | 21 | Rétro                                    | 31 | Duels       |
| 2  | Spécial Aventuriers     | 12 | Flic            | 22 | Heroic Fantasy                           | 32 | Super rieur |
| 3  | Spécial Records         | 13 | Écologie        | 23 | Baroudeurs                               | 33 | Jungle      |
| 4  | Spécial Gags            | 14 | Explorateur     | 24 | Absurde                                  | 34 | Sport       |
| 5  | Spécial Western         | 15 | Indiens         | 25 | Detective privé                          | 35 | Insolite    |
| 6  | Super Casse-Cou         | 16 | Optimiste       | 26 | Chevaliers                               | 36 | Brigands    |
| 7  | Espionnage              | 17 | Nanas           | 27 | Voyage dans le temps, l'espace, ailleurs | 37 | Secret      |
| 8  | Science-Fiction         | 18 | Cosmos          | 28 | Stars                                    |    |             |
| 9  | Jeux Olympiques du Rire | 19 | Super-Héros     | 29 | Exotique                                 |    |             |
| 10 | Pirates                 | 20 | Coups de foudre | 30 | Jeunes                                   |    |             |

## Contenu des albums
Recueil numéro 1 : spécial policier
- Couverture : Dany
- Introduction par[Qui ?] + sommaire
- Histoire complète de Ric Hochet : Face au crime, par Tibet et Duchâteau - pages 3 à 13
- Histoire complète Clifton : 8.8.8.8.8. par Turk & Degroot - pages 14 à 19
- Histoire complète Chick Bill : Le policier d'élite, par Tibet - pages 20 à 26
- Le crayon contre le crime, une enquête menée par l'inspecteur Duval (cela raconte l'histoire du portrait-robot) - pages 27 à 29
- Publicité pour les albums Ric Hochet - Pages 30 et 31
- Merci pour l'alibi, courte nouvelle de A. P. Duchâteau illustrée par Geri - Pages 32 à 35
- Histoire complète Les Casseurs : Témoin à abattre, par Denayer et Duchâteau - Pages 36 à 40
- Histoire complète Gil Jourdan : La rue perdue, par Tillieux - Pages 41 et 42
- Arsène Lupin et moi, par Paul de Saint-Hilaire - Pages 43 à 46
- Histoire complète Barelli : L'abominable Mr Barelli, par Bob De Moor - Pages 47 à 50
- La grande famille des policiers de TV, article et caricatures de Marc Pasteger - Pages 51 à 53
- Les pensées de Pascal, conte noir. De Bob De Groot, illustré par Geri - Page 54
- Histoire complète Cubitus : La momie a des moustaches, de Dupa - Pages 56 à 62
- Histoire complète Rip Kirby : L'arme invisible, par Alex Raymond - Pages 63 à 73
- Deux dessins humoristiques de Cram - Page 74
- La galerie des caricatures : Ric Hochet et ses créateurs Tibet et Duchâteau - Pages 75 à 77
- Histoire complète La première enquête de Ric Hochet : Lequel des 3?, par Tibet et Duchâteau - Pages 78 à 82
- Rayon Rétro : Sherlocko, par Gus Mager - Page 83

Recueil Numéro 2 : Spécial Aventuriers
- Couverture : Dany
- Introduction par[Qui ?] + sommaire[1]
- Histoire complète Bernard Prince : L’otage, par Hermann et Greg - Pages 3 à 12
- Image pleine page de Bernard Prince, par Herrmann – Page 13
- Un prince nommé Bernard, article par Danny De Laët – Pages 14 à 16
- Histoire complète Bernard Prince : Le nyctalope, par Dany et Greg - Pages 17 à 27
- L’aventure est au bout de la caméra : Etienne et Patricia Verhaegen (reportage), article par Serge Bertram – Pages 28 et 29
- Histoire complète Véga : La dernière île, par Coria et Desberg - Pages 30 à 38
- Histoire complète Steve Canyon : Un colonel nommé Canyon , par Milton Caniff - Pages 39 à 51
- L’aventurier, short story de A. P. Duchateau,  illustrée par Géri - Pages 52 et 53
- Histoire complète Martin Milan : Tant qu’un chien t’attendra, par Godard - Pages 54 à 63
- Jeux divers – Pages 64 et 65
- Histoire complète Cubitus : Bernard Pince, moi…. par Dupa - Pages 66 à 73
- Publicité pour les albums Bernard Prince - Pages 74 et 75
- La grande aventure, histoire de Bob de Groot illustrée par Géri – Pages 76 à 78
- Histoire complète Bernard Prince : Billet surprise, par Herrmann et Greg – Pages 79 à 82
- Dessin de Cram et solution des jeux – Page 83

Recueil Numéro 3 : Spécial Records
- Couverture : Dany
- Introduction par Tabarly + Sommaire
- Histoire complète Section R. : Soso Twang, par R. Reding - Pages 3 à 12
- Histoire complète Alain Chevalier : Tornade à Indy, par Denayer et Duchâteau - Pages 13 à 25
- Histoire complète : Le plus exceptionnel des grands pugilistes "lourds" Cassius Clay alias Mohamed Ali, par Jarry - Pages 28 à 31
- L'incroyable performance de M. Plumerotte, conte de Degroot, par Géri - Pages 32 à 33
- "Bjorn Ice Borg", par H. Guldemont - Page 35
- Histoire complète Ric Hochet : Record à battre, par Tibet et Duchâteau - Pages 36 à 45
- À l'assaut des records, par Y. Duval - Pages 46 à 47
- Histoire complète Cubitus : Les gaffeurs, par Dupa - Pages 48 à 57
- Histoire complète : Les leçons du p'tit prof - Le sport à travers les âges, par Bédu et Blareau - Pages 58 à 61
- Son dernier match, conte de Duchâteau, par Géri - Pages 62 à 65
- Histoire complète Nanouche : Le trucage saute aux yeux, par Renoy - Pages 66 à 72
- Jeux records, par Ferry et Bolle - Pages 73 à 74
- Histoire complète : La première aventure Section R - Qu'est-ce qui fait plonger Sophie ? Par R. Reding - Pages 75 à 82
- Gags Godi et Vicq + solutions jeux

Recueil Numéro 4 : Spécial Gags
- Couverture : Stanicel
- Sommaire
- Robin Dubois : L'humour aux trousses, par Turk et Degroot - Pages 3 à 6
- Gag Skblllz, par Géri - Page 7
- Chick Bill : Promotion pour Kid Ordinn, par Tibet et Zamariola - Pages 8 à 9
- Pamphile et Phileas : La planète des Zandouyapat, par Godard et Dufranne - Pages 10 à 15
- Les personnages historiques les mieux connus des cancres, par Jean-Charles et Chakir - Pages 16 à 18
- Les virus virés, par Géri et Degroot - Pages 19 à 23
- Taka Takata, par Joël Azara et Vicq - Pages 24 à 25
- Cubitus : Le dictionnaire est à la page, par Dupa - Pages 26 à 33
- Fous rires, conte par B. Degroot et Géri - Pages 36 à 37
- La tribu terrible, par Gordon Bess - Pages 38 à 39
- Les caricatures de Stanicel et Broca : Les géants du rire - Pages 40 à 42
- William Lapoire : L'explorateur, par Ernst - Pages 43 à 48
- Benjamin, par Hachel - Page 49
- Popeye a 50 ans - Pages 50 à 55
- Jeux, par Ferry et I. Grec Herbé - Pages 56 à 57
- Gags, par Godi - Pages 58 à 59
- Une conférence du professeur Pathos, par Godard - Pages 60 à 62
- Gag Balthazar, par B. De Moor - Page 63
- Orphylon a du style, par Endry, Meys et Lowenthal - Pages 64 à 69
- Paniers réussis pour le photographe, par Duval - Pages 70 à 72
- Charlotte Poireau : Le mystère du bocal vide, par Poirier - Pages 73 à 78
- La première histoire de Robin Dubois, par Turk et Degroot - Pages 79 à 82
- Gag et solutions des jeux

Recueil Numéro 5 : Spécial Western
- Couverture : Buddy Longway
- Introduction par Morris + Sommaire
- Buddy Longway (Derib): "La part du chasseur" - Pages 3 à 12
- Le Marshall (Franquin) : Page 13
- Comanche (Hermann - Greg) : "Le Palomino" - Pages 14 à 21
- Downtown (Cosey) : Pages 22 à 25
- Article sur John Wayne (Yves Duval) : "Un colt, un poing et du talent" - Page 26
- Caricature de John Wayne par Stanicel - Page 27
- Petit guide pratique à l'usage des apprentis Cow-Boys (Jean-Claude Mézières) - Pages 28 à 30
- Le baron Von Rischönstein chez les Empa-pahutés (Jijé) - Pages 31 à 33 (Petite parodie de Jerry Spring et Pancho dans cette histoire)
- Publicité pour les albums "Buddy Longway" (Derib) - Page 32
- Publicité pour un album "Go West" (Derib - Greg) - Page 33
- Le meilleur (Dany) - Pages 36 et 37
- Cubitus (Dupa) : "Cuby Longnez" - Pages 38 à 45 (Parodie de Buddy Longway)
- L'appaloosa et le cassoulet (Franz) - Pages 46 à 51
- Winchester 30/30 (Bob de Groot - Geri) - Pages 52 et 53
- Wounded Knee (Moebius) - Pages 54 et 55
- La tribu terrible (Gordon Bess) - Pages 56 et 57
- L'homme qui défiait le destin (Derib - Godard) - Pages 58 à 67
- Les jeux d'I-Grec Herbé illustrés par Ferry - Pages 68 et 69
- Frenchman Junction (Blanc - Dumont - Harlé) - Pages 70 à 73
- Westernst Production (Ernst) - Page 74
- La 1re histoire de Buddy Longway (Derib) - Pages 75 à 82
- 3 dessins exclusifs de Vicq + Solution des jeux

Recueil Numéro 6 : Super Casse-Cou
- Couverture : Les casseurs
- Introduction par Belmondo + Sommaire
- Les casseurs (Denayer - Duchateau) : "250 000 $… Crash" - Pages 3 à 11
- Robin Dubois (Turk - De Groot) : "Coup de Théâtre" - Pages 12 à 15
- La course au clocher (Franz) - Pages 16 à 23
- Mr Tric Cascadeur (Bob de Moor) - Page 24
- Dossier "Profession Cascadeur" par Étienne Visart - Pages 25 à 27
- Niky (Dupa) : "Cascade" - Pages 28 à 31
- Dossier "Mes copains les casseurs par A.P Duchateau - Page 32
- Publicité pour les albums "Les Casseurs" (Denayer - Duchateau) - Page 33
- Niagara Falls (Scholz - Duval) - Pages 34 à 39
- Cannonball Carmody (Leonard Starr) : "Pas d'armes pour Carmody" - Pages 40 à 49
- Dossier "Les cascadeurs du Cinéma" par Yves Duval - Pages 50 à 53
- Caricatures de Tibet : Steve Mac Queen (Page 50) - J.P Belmondo (Page 51) - Jean Marais (Page 52) - Burt Lancaster (Page 53)
- Nanouche (Pierre Renoy) : "Un coq pas très catholique" - Pages 54 à 61
- Taka Takata (Azara - Vicq) : "Le kamikaze nostalgique" - Pages 62 à 67
- Les jeux d'I-Grec Herbé illustrés par Ferry - Pages 68 et 69
- Cubitus (Dupa) : "La préférez-vous aux myrtilles ou aux fraises" - Pages 70 à 73
- Clin d'œil par Ernst - Pages 74 et 75
- Loutopo (Tenas) : "Sauvetage Sportif" - Pages 76 à 82
- 2 dessins exclusifs de Pévé + Solutions des jeux

Recueil Numéro 7 : Espionnage
- Couverture : Bruno Brazil
- Introduction par le chevalier d'Eon + Sommaire
- Bruno Brazil (Wance - Greg) : "A un poil près" - Pages " 3 à 16
- Cubitus (Dupa) : "AAH, si j'avais été..." - Pages 17 à 24
- Dossier "Quand réalité et fiction ne font qu'un" par Pierre Alexandre - Illustrations de Bedy - Pages 25 à 29
- L'espion atomique (Schetter) - Pages 30 à 36
- Brelan de dames (Renaud - Vernal) : "Panique au Niacunda" - Pages 37 à 44
- "Microfilm où es-tu ?" Un énigme de Ric Hochet (Duchateau - Tibet) - Pages 45 à 47
- Barelli (Bob de Moor) : "Top Secret" - Pages 48 à 51
- Publicité pour les albums de Bruno Brazil (Wance - Greg) - Pages 52 et 53
- Mr Magellan (Geri - Duchateau) : "Gadgets-Meurtres !" - Pages 54 à 59
- Les jeux d'I-Grec Herbé illustrés par Ferry
- Les casseurs (Denayer - Duchateau) : "Le disque d'or" - Pages 62 à 72
- Domino (Cheret - Van Hamme) : "Au service discret de sa majesté" - Pages 73 à 82
- Dessin exclusif de Cram + Solutions des jeux

Recueil Numéro 11 : Magie - Sorcellerie - Féerie
- Couverture : Dessin de Dany
- Introduction de Jean-Luc Vernal + Sommaire
- Olivier Rameau (Dany) : "La sortie, s'il vous plait ?" - Pages 3 à 7
- Robin Dubois (Turk - De Groot) : "Ce soir, je sors, cellerie !" - Pages 8 à 10
- Tetfol (Eric) : "La vallée des fous" - Pages 11 à 26
- Le Berger (Toufik) - Page 27
- Publicité pour les albums d'Olivier Rameau - Pages 28 et 29
- Les leçons du p'tit prof (Bedu - Blareau) : "La magie à travers les siècles" - Pages 30 à 33
- Dossier "La recherche du fantastique tous azimuts" par Yves Duval
- Nahomi (Crisse) : "Le sorcier maudit" - Pages 38 à 45
- Les jeux (un peu) sorciers de jerôme gérard illustrés par Ferry - Pages 46 et 47
- Histoires et lègendes de magie et sorcellerie (Servais) : "Le Jasmannchen" - Pages 48 à 54
- Youka et le génie (Gremet - Vernal) - Pages 55 à 58
- Super Extra le magicien (Tenas) - Pages 59 à 65
- Ivor (Zoran) : "Maléfices" - Pages 66 à 70
- Papilio (Pierret) : "Les cinq pouvoirs" - Pages 71 à 77
- Cubitus (Dupa) : "Tu viens, Poupée ?" - Pages 78 à 82
- Dessin exclusif de Cram + Solutions des jeux

Recueil Numéro 14 : Explorateur
- Couverture : Luc Orient
- Introduction de Yves Duval + Sommaire
- Luc Orient (Paape - Jourduy) : "Les rayons de feu du soleil" - Pages 3 à 12
- Les gardiens de la cité perdue (Foerster) - Pages 13 à 19
- Dossier : "Teotihuacan, ville oubliée" par Yves Duval - Pages 20 à 22
- Cubitus (Dupa) : "Cubitus et le Matou Grosso" - Pages 23 à 27
- Capitaine Sabre (Gine) : "Dans le royaume de Rangda" - Pages 28 à 35
- Zanie (Gremet - Convard) : "Le trésor de l'araignée" - Pages 36 à 42
- Dossier "Les gorilles vous saluent bien..." par Yves Duval - Pages 43 à 45
- Publicité pour les albums de Luc Orient - Page 46
- William Lapoire (Ernst) : "La piqûre" - Pages 47 à 58
- L'homme d'Isabrayka (Goossens) - Pages 59 à 64
- Thorgal (Rosinski - Van Hamme) : "Le drakkar perdu" - Pages 65 à 74
- Publicité pour les albums de Thorgal - Page 75
- Papilio (Pierret) : "Le labyrinthe sacré" - Pages 76 à 82
- Dessin exclusif de Cram + Solutions des jeux

Recueil Numéro 16 : Optimiste
- Couverture : Turk
- Introduction par Georges Pradez + Sommaire
- Histoire complète en une page Robin Dubois : sans titre, par Turk et De Groot - Page 3
- Interview de Stéphane Collaro, par I. Levenson - Page 4
- Histoire complète Les Casseurs : Mission survie, par Denayer et AP Duchateau - Pages 5 à 13
- Dessin pleine page Clin d’œil, par Ernst - Page 14
- Histoire complète Le p’tit prof : Optimisme, par Bédu et Blareau - Pages 15 à 18
- Histoire complète Capitaine Sabre : De Charybde en Scylla, par Giné - Pages 19 à 25
- Gags de La Tribu Terrible, par Gordon Bess - Page 26
- Histoire complète Adonowai, par Bob : Fais-moi un ciel bleu - Pages 27 à 29
- Histoire complète en une page Cosmic Connection, par Walli - Page 30
- Histoire complète Johnny Bizzard, par Daniel Chauvin - Pages 31 à 42
- Page de publicité pour le nouveau livre de Robin Dubois - Page 43
- Les jeux amusants de Jérôme Gérard illustrés par Vosse - Pages 44 et 45
- Histoire complète Jobouille : Le jour le plus long, par Fournier (dessins signés Makyo) - Pages 46 à 53
- Histoire drôle avec photo de Bernard Haller - Page 54
- Histoire complète Modeste et Pompon (sans titre), par Walli - Pages 55 à 57
- Histoire complète Martin Milan : L’optimisme en 4 leçons, par Godard - Pages 58 à 62
- Reportage sur Carlos, par I. Levenson - Page 63
- Histoire complète Clifton : Il y a des jours, hélas, où tout va bien, par Turk et De Groot - Pages 64 à 67
- Récit : le roi des clowns : Grock, par Yves Duval - Page 68
- Histoire complète Arsène Rupin : un pourboire pour Rupin, auteur non crédité (BD signée S. Ferrand ou Ferraud) - Pages 69 à 76
- Page de publicité pour le nouveau livre de Cubitus - Page 77
- Histoire complète Cubitus : Hop ! Timisme ! par Dupa - Pages 78 à 82
- Liste des numéros déjà parus et solution des jeux - Page 83
- Recueil Numéro 18 : Cosmos

- Couverture : Thorgal
- Introduction par Jean-Luc Vernal + Sommaire
- Thorgal (Rosinski - Van Hamme) : "Le Talisman" - Pages 3 à 18
- Publicité pour les albums de Thorgal - Page 19
- Dossier "Le cosmos c'est quoi ?" par Isabelle Stengers et Edgard Gunzig - Pages 20 et 21
- Les plus belles constellations - Pages 22 et 23
- Papilio (Pierret) : "Mirages cosmiques" - Pages 24 à 28
- Aria (Weyland) : "Le premier souffle" - Pages 29 à 32
- Publicité pour les albums d'Aria - Page 33
- Cosmic Connection (Walli) - Pages 34 et 35 (Parodie de Star Wars)
- Dossier "Des vies intelligentes ailleurs dans le cosmos ?" par Jacques Naisse - Pages 36 et 37
- Cyrill et Enna (Gremet - Convard) : "Les yeux de l'espace" - Pages 38 à 42
- Cubitus (Dupa) - Page 43
- Rork (Andréas) : "Les oubliés" - Pages 44 à 52
- Le Mandarin (Martial) - Pages 53 à 57
- Dossier "Walli, l'astronome amateur" - Pages 58 et 59
- Pamphile Phileas (Dufranne - Godard) : "Le lutin de la planète au fond du jardin" - Pages 60 à 75
- Exrecice de simulation (Ribera - Godard) - Pages 76 à 82
- Dessin de Hergé (Tintin avec le professeur Calysse) + Albums Super-Tintin Déjà parus

Recueil Numéro 19 : Super-Héros
- Couverture : William Vance
- Introduction par Jean-Luc Vernal + Sommaire
- Histoire complète Bruno Brazil : Ne tuez pas les immortels, par Vance et Greg - Pages 3 à 10
- Panorama des super-héros à l’écran ou du 9ème au 7ème art, article signé Superdanny - Pages 11 à 13
- Histoire complète Julie, Claire, Cécile et les autres : Haro sur les héros, par Sidney et Bom - Pages 14 et 15
- Histoire complète Les Casseurs : Super contre Super, par Denayer et A.P. Duchateau - Pages 16 à 23
- Gag en une planche de Robin Dubois : Ca tire, par Turk et De Groot - Page 24
- Histoire complète : A l’ombre des Dieux, par Sonkh et Convard - Pages 25 à 34
- Page de publicité pour les albums de Bruno Brazil - Page 35
- Les super-héros à la télé, article signé Télédanny - Pages 36 et 37
- Clin d’œil, dessin de Ernst - Page 38
- Histoire complète Cyrill et Enna : La présence endormie, par Gremet et Convard - Pages 39 à 46
- Histoire complète : Le rire du corbeau, par Marc Renier - Pages 47 à 53
- Les héros de la vie réelle, article signé Yves Duval - Pages 54 et 55
- Histoire complète : La fin de l’amiral Yamamoto, par Vassaux - Pages 56 à 65
- Page de publicité pour les albums des Casseurs - Page 66
- Histoire complète Modeste et Pompon : Les super-héros sont parmi nous, par Walli et Bom - Pages 67 à 69
- Histoire complète Aria : Zolkhan, par Weyland - Pages 70 à 73
- Histoire complète Cubitus : Histoire pleine de héros, par Dupa – Pages 74 à 82

Recueil Numéro 20 : Coups de foudre
- Couverture par[Qui ?].
- Introduction par[Qui ?] + sommaire
- Histoire complète Chick Bill : Une religieuse pour Ki-Kid, par Tibet - Pages 3 à 16
- Page de publicité pour les albums de Chick Bill - Page 17
- Histoire complète Pom et Teddy : Le rapt, par Craenhals - Pages 18 à 22
- Clin d’œil, dessin de Ernst - Page 23
- Les dents de l’amour, nouvelle de Jean Van Hamme, illustrée par Dany - Pages 24 et 25
- Histoire complète Les Casseurs, par Denayer et A.P. Duchateau - Pages 26 et 27
- Gag en une planche : Modeste et Pompon, par Walli et Bom - Page 28
- Coup de foudre, article signé Yves Duval - Page 29
- Histoire complète Histoires et légendes des montagnards méos : Chanson pour une belle, un ami, une bête, par Sonkh et Convard - Pages 30 à 39
- Page de publicité pour les albums de Jugurtha - Page 40
- Histoire complète Jugurtha : Brulé jusqu’à la cendre, par Franz et Vernal - Pages 41 et 42
- Histoire complète Robin Dubois : Va t’faire foudré oyé, par Turk, De Groot et Breton - Pages 43 à 45
- Boum… Quand notre cœur fait boum… , article signé Véronique Fouya - Pages 46 et 47
- Histoire complète Julie, Claire, Cécile et les autres : sans titre, par Sidney et Bom - Pages 48 à 50
- Gag en une planche des Tuniques Bleues, par Lambil et Cauvin - Page 51
- Histoire complète Papilio : Métamorphoses, par Pierret - Pages 52 et 53
- Histoire complète Histoires et légendes du Moyen Âge : Le royaume des oubliés, par  Marc-Rénier - Pages 54 à 62
- Gag en une planche de Natacha : Attention, un coup de foudre peut en cacher un autre, par  Walthéry - Page 63
- Histoire complète de Cranach de Morganloup : Comme dans une autre vie, par Convard et Vernal - Pages 64 à 66
- Histoire complète Le P’tit Prof, sans titre, par Bédu et Blareau - Pages 67 à 69
- Les coups de foudre de Charlie Chaplin, article par DDL - Page 70
- Histoire complète Brelan de Dames : Coup de foudre en direct sur l’antenne, par Renaud et Vernal - Pages 71 et 72
- Procès-verbal d’un coup de foudre, histoire de Béatrice Demol, illustré par un dessin de Tintin - Page 73
- Histoire complète Nahomi : Le premier baiser, par Crisse - Pages 74 à 77
- Histoire complète Gilles Roux et Marie Meuse : La belle et le ronchon - Pages 78 et 79
- Histoire complète Cubitus : Rétro coup de foudre, par Dupa - Pages 80 à 82

Recueil Numéro 22 : Héroic-Fantasy
- Couverture : Thorgal
- Introduction par Jean-Luc Vernal + Sommaire
- Thorgal (Rosinski - Van Hamme) : "Le métal qui n'existait pas" - Pages 3 à 22
- Publicité pour les albums de Thorgal - Page 23
- Dossier "La naissance des Dieux" par Jean Van Hamme (12 juin 1983) - Pages 24 et 25
- Hugo (Bédu) : "L'haleine de la bête" - Pages 26 à 33
- Clin d'œil (Ernst) - Page 34
- Blanche Biche (Marc-Renier) - Pages 35 à 38
- Cubitus (Dupa) : "Il était une fois..." - Pages 39 à 41
- Dossier "Les légendes à travers le temps et les pays" par Yves Duval - Illustrations par Bédu - Pages 42 à 44
- Publicité pour l'album "Les 8 jours du diable" de Didier Convard - Page 45
- L'homme, la femme et la bête (Convard) - Pages 46 à 52
- P'tit prof (Bédu - Blareau) : "Les héros de légendes" - Pages 53 à 55
- Dossier "Savez-vous que… Spécial Légendes" par Yves Duval - Pages 56 et 57
- Robin Dubois (Turk - de Groot) : "Du conte la joie" - Pages 58 et 59
- Louis II de Bavière (Osi - Y.Duval) - Pages 60 à 64
- La légende des majeurs (Steeman) - Pages 65 à 70
- Julie, Claire, Cécile et les autres (Sidney - Boom) - Pages 71 à 74
- Légende du Golrek (Sonkk - D.Convard) - Pages 75 à 82
- Dessin de Cubitus pour présenter les albums déjà parus

Recueil Numéro 23 : Baroudeurs
- Couverture par[Qui ?]
- Introduction par[Qui ?] + sommaire
- Histoire complète Bruno Brazil : Fausses manœuvres et vraies embrouilles, par Vance et Greg - Pages 3 à 13
- Page de publicité pour les albums de Lester Cockney - Page 14
- Histoire complète Lester Cockney : Arnold le Baroudeur, par Franz - Pages 15 à 22
- Lasalle le Sabreur, article historique signé Yves Duval - Pages 23 à 25
- Page de publicité pour les albums des Casseurs - Page 26
- Histoire complète Les Casseurs : Baroud Red Mansion Points, par Denayer et A.P. Duchateau - Pages 27 à 40
- Gag en une planche de Robin Dubois : sans titre, par Turk et De Groot - Page 41
- Baroudeurs, article signé Yves Duval - Pages 42 et 43
- Histoire complète Julie, Claire, Cécile et les autres : invitation à la baffe, par Sidney et Bom - Pages 44 à 46
- Histoire complète : Baroud en Corée, par Osi et Duval - Pages 47 à 54
- Clin d’œil, dessin de Ernst - Page 55
- Histoire complète :  Le fantôme de l’Eldorado, par Gremet et Convard - Pages 56 à 61
- L’étranger aux yeux gris, nouvelle de Jean Van Hamme, illustrée par Bédu - Pages 62 et 63
- Histoire complète : Berserk, par Steeman - Pages 64 à 69
- Histoire complète Cubitus : sans titre, par Dupa - Pages 70 à 72
- Histoire complète Contes et légendes du Moyen Âge : Laureline, par  Marc-Rénier - Pages 73 à 82

Recueil Numéro 27 : Voyages dans le temps, l'espace, ailleurs
- Couverture : Dessin de Danny
- Introduction de Jean-Luc Vernal - Illustration issue de Blake et Mortimer (Le piège diabolique) + Sommaire
- Thorgal (Rosinski - Van Hamme) : "La montagne d'Odin" - Pages 3 à 12
- Les dignes dingues (Richelle - Didgé) : "L'heure c'est l'heure" - Pages 13 à 17
- Publicité pour les albums d'Olivier Rameau - Page 18
- Cubitus (Dupa) : "Travaux d'aiguilles" - Pages 19 à 24
- Dossier "Mais le temps, mais l'espace" par DDL - Page 25
- Tetfol (Eric) : "Le Batard" - Pages 26 à 31
- William Lapoire (Ernst) : "Armstrong et Cie" - Pages 32 à 37
- Dossier "Savez-vous que…Spécial le temps" par Yves Duval - Pages 38 et 39
- Aria (Weyland) : "Le spectateur de l'infini" - Pages 40 à 45
- Le salon cosmique (Baranowski - Bom) - Pages 46 à 48
- Papilio (Pierret) : "Le Tarantass" - Pages 49 à 54
- Dossier "Lewis, Alice, Le temps, le non-sens et les autres" par Yves Duval - Page 55
- Olivier Rameau (Dany) : "Le collier de perles de Lune" - Pages 56 à 61
- Cosmic Connection (Walli - Bom) : "Le mec anneau de la générale" - Pages 62 à 63
- Arnold le rêveur (Disano - Thaulez) : "Pole position" - Pages 64 à 66
- Aldose et Glucose (Grenson) : "Déjeuner dans l'espace" - Pages 67 à 69
- Dossier "Les voyages dans le temps sont-ils possibles ?" propos de Edgard Gunzig recueillis par Jean-Louis Lechat - Pages 70 et 71
- Monsieur Edouard (Didge) : "Taille Médium" - Pages 72 à 77
- Donjons et dragons (Bosse - Darasse) : "Le traquenard infernal" - Pages 78 à 82
- Dessin de Cubitus pour présenter les albums déjà parus